# Língua lengola
Lengola (Lengora) é uma língua bantu da República Democrática do Congo (DRC). Não é próxima de outras línguas bantus. Pode ser a mais próxima de algumas das línguas do século XIII em um grupo chamado "Lebonya".
É falada com cerca de 100 mil falantes na República Democrática do Congo, particularmente em Ubundu (Ponthierville), ao sul da província Chopo, ao norte da RDC.
Lengola também é conhecido como Lengora. Os falantes de Lengola chamam sua língua de Ilengóla e a si mesmos de Balengóla (plural) / Mulengóla (singular). É escrita com o alfabeto latino.

## Escrita
A formma do alfabeto latino usada pelo Lengola não usa as letras H, Q, X, Z. Usam-se as formas Gb, Kp, Ny.

## Fonologia
|                     | Bilabial | Labiodental | Alveolar | Postalveolar | Palatal | Velar | Labiovelar |
| ------------------- | -------- | ----------- | -------- | ------------ | ------- | ----- | ---------- |
| Plosiva             | p b      |             | t d      |              |         | k ɡ   | kp gb      |
| Nasal               | m        |             | n        |              | ɲ       |       |            |
| Vibrante            |          | ⱱ           |          |              |         |       |            |
| Africada            |          |             |          | t̠ʃ d̠ʒ        |         |       |            |
| Fricativa           |          | f v         | s        |              |         |       |            |
| Aproximante         |          |             |          |              | j       |       | w          |
| Lateral Aproximante |          |             | l        |              |         |       |            |

|              | Anterior | Posterior |
| ------------ | -------- | --------- |
| Fechada      | i        | u         |
| Meio Fechada | e        | o         |
| Aberta       | a        |           |

São três os tons (Alto, Médio, Baixo).